# زبيدي لامع
زبيدي لامع (الاسم العلمي:Peprilus ovatus) (بالإنجليزية: Shining butterfish)‏ هو نوع من الأسماك يتبع جنس الزبيدي البيبريلي من فصيلة الأسماك الزبيدية.